# 증명 (법률)
법률에서 증명(證明)은 어떤 일이 진실인지를 증거를 들어서 밝히는 것을 말한다.